# 샌드허스트 대회

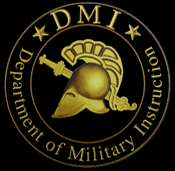
샌드허스트 경연대회

샌드허스트 대회(영어 : Sandhurst Competiton)는 1967년 영국 육사(Royal Military Academy, Sandhurst) 장교가 미 육사 생도들에게 영국 장교도(Officer Sword)를 우승 상품으로 걸고 전투기술 경연대회를 제의한 것이 시초이며, 1993년까지 미 육사 생도들을 대상으로 진행되었으나, 1994년부터 현재까지 매년 4월 약 12개국, 60여개팀, 1000여명이 참가하는 국제대회로 발전하였다. 육사 생도는 2013년부터 11명의 생도를 선발하여 한국을 대표하여 참가하고 있다. 생도들은 대회 참가를 통해 다른나라의 우수한 생도들과 경합으로 우애를 다지고, 팀 단위의 협동심과 단결력을 향상시키며, 개인전투기술 능력 향상의 기회로 삼고 있다.

## 역사
샌드허스트 대회는 원래 국제대회가 아니었다. 베트남전이 한창이던 1967년, 미 육사에 파견 근무 중이던 영국 육군 장교의 제안으로 미 육사 생도들의 체력과 소부대 전투기술을 평가하기 위한 경연대회로 시작된 것이 바로 샌드허스트 대회였다.
대회의 이름이 미 육사의 별칭인 웨스트포인트(West point)가 아니라 영국 육군사관학교를 의미하는 샌드허스트(Sandhurst)인 것은 처음 1967년에 이 대회를 제안한 영국 육군 장교가 대회 우승 상품으로 내걸었던 것이 영국 육군 장교용 군도(Officer's Sword)였기 때문이다.
그 검은 대회의 상이 되었고 사관생도들 사이에서 군사적 우수성의 상징으로 자리매김하였다. 본래의 목적은 생도들에게 도전적이고 보람 있는 연대 기술 대회를 제공하여 전문성의 발전과 군사적 우수성을 향상시키기 위함이었다. 1967년부터 1975년까지 대회의 수준은 오늘날 (Superintendent) 상과 맞먹을정도로 인기가 있었으며 경쟁이 치열했다.
1975년 당시 사령관이었던 BG Philip R.feir 와 영국 교환 장교였던 KORBR의 Robert Hodges 소령은 평가 기준에 대하여 연구하였고 기준들이 야전에서의 군사적 우수성을 높이려는 이 상의 본래 취지에 적합하지 못하다고 판단하였다. 그들은 대회의 기본적이고 필수적인 요소인 팀 간의 팀워크와 생도들의 "사격(shoot), 기동(move), 소통(communicate)"능력을 평가하기 위해 대회 형식을 크게 바꾸었다. 이에 따라 대회는 훈련과 교내 시간이 있는 봄에 장비점검(equipment inspection), 통신(communications), 무기취급(weapon handling), 급속 기동(swift movement), 사격(shooting) 및 독도법(land navigation) 등의 종목들을 추가하여 실시하게 되었다. 모든 36개의 중대는 중대마다 5팀의 4명으로 구성된 순찰 조와 1명의 대체 인원으로 팀을 구성하였다. 순찰 조는 모든 학년이 포함되도록 짜여져야만 했다. 전체의 20%에 해당하는 864명 이상의 생도들이 매해 대회에 참가하였으며 대회는 Camp Buckner에서 4월에 20일동안(평일에만) 실시되었다. 하지만 대회에 대한 물자적 문제로 인해 시기를 하계 군사훈련으로 옮겨야 한다는 요구가 제기되었고 1981년에 일정 조정 회의가 열렸다. 회의에서는 봄에 대회를 개최하는 것의 이점이 단점보다 더 크다고 결론지었고 대회를 웨스트포인트에서 개최해기로 하였다. 그래서 1982년, 대회는 4월에 앞과 거의 비슷한 형태로 이틀에 걸쳐 진행되었는데 하루는 오리엔티어링 클럽이 정한 코스로 독도법을 평가하고 다른 하루는 실내 사격장에서 M16 서브 캘리버 장치로 사격을 평가하였다.

1986년, 대회는 야외 사격장에서 M16을 사격하는 것을 포함하여 하루 안에 종료되어야 한다고 결정되었다. 1988년에는 중대 팀 구성이 4인 순찰 조 5개에서 여생도 1명을 포함한 9명으로 구성된 분대 2개로 변경되었다. 1992년부터는 각 중대의 9명으로 구성된 팀과 다수의 ROTC 팀들이 함께 경쟁하였다. 1993년에는 RMA Sandhurst의 두 팀이 참여하였고, 1997년부터는 캐나다 RMC 팀도 참여하게 되었다. 2002년에는 독일과 해군, 공군, 해안경비대 팀 등 외부팀이 더욱 증가하였고 2003년에 독일 팀은 상선 사관학교 팀이 대체하게 되었다.

The Reginald E. Johnson Memorial 명패는 매년 최고 득점을 한 분대에게 수여된다. 이것은 1980년 4월 11일 금요일에 독도법 과제를 진행하던 중 사망한 팀 리더인 Reggie Johnson 생도를 기리기 위해 만들어진 것이었다. 본 명패는 1999년에 매년 최고의 팀에게 수여하기 위해 기마 생도 군도로 대체되었다. 대회는 2005년 캐나다의 RMC팀이 첫 승리를 거두었고 RMC팀은 2006년, 2007년에도 우승을 하며 우승 타이틀을 성공적으로 지켜냈다.

## 오늘날의 대회

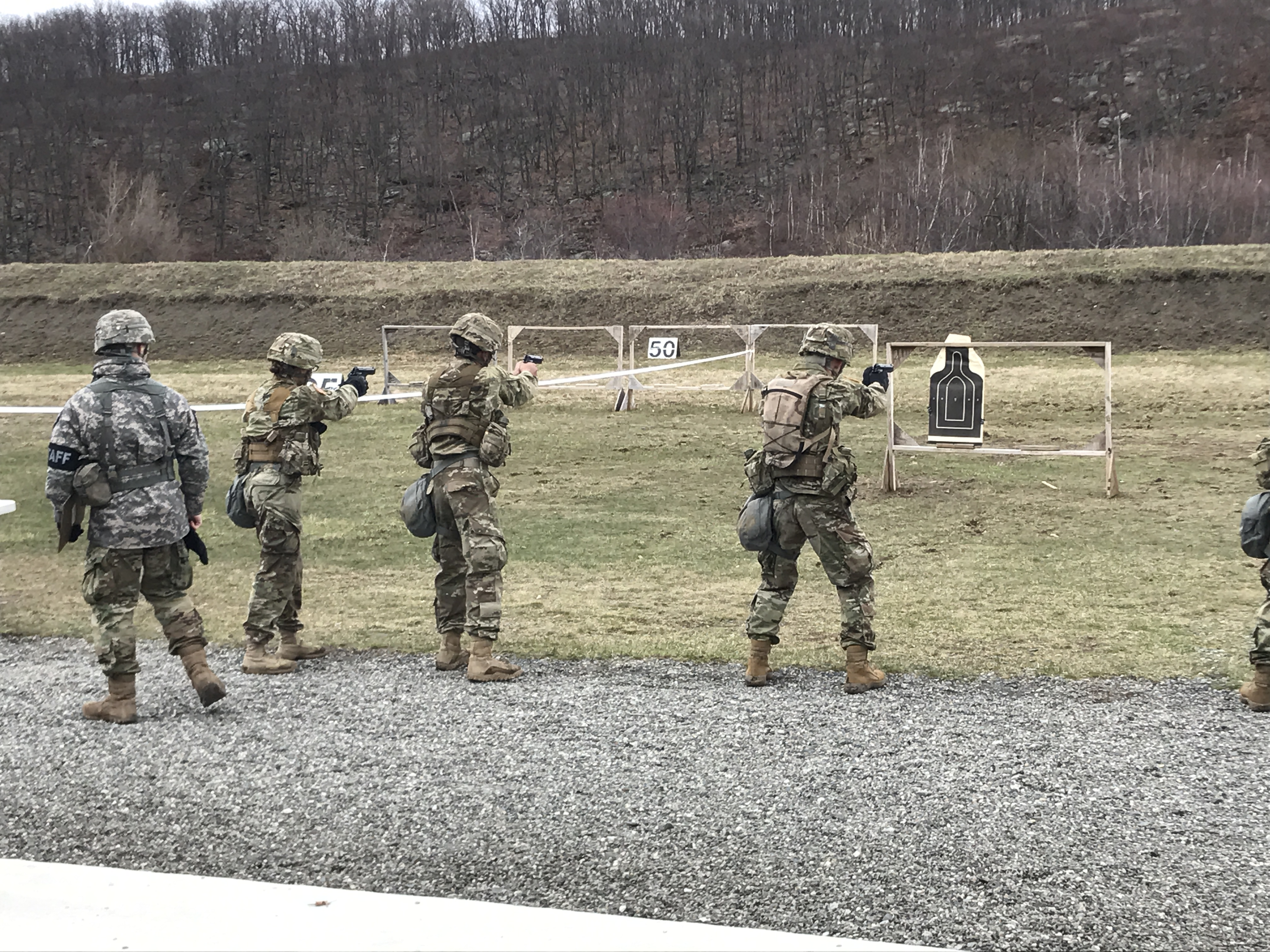
전술 사격

각 USMA 생도 중대 팀과 외부 팀은 2명의 후보가 있는 9명으로 구성된 분대로 팀을 구성하여야 한다. 이때 팀에는 최소 1명의 여생도가 포함되어야 한다. NMAA에는 여생도가 없기 때문에 웨스트포인트의 여생도는 아프간 팀에 자원하여 함께 팀을 구성하기도 한다. 각 분대는 약 4시간 정도가 소요되는 종합적인 과제들을 수행해야 하며 점수는 경로를 따라 수행하는 과제들과 코스를 완료하는데 걸리는 시간을 종합하여 결정된다. 과제에는 레펠링(rappelling), 외줄다리 설치 및 횡단(building and crossing a one-rope bridge), 장애물 코스 극복(obstacle coures navigation), 전투 수영(combat swim with full gear), 소총 사격술(rifle marksmanship), 단정도하(a raft paddle), 12인치 벽 등반(12' wall climb), 무기 취급 기술(weapon handling skills) 등이 있다. 2005년 영국의 해리 왕자(당시 영국 왕위 계승 서열 3위)는 웨스트포인트에 방문하여 샌드허스트 생도로서 대회에 참여하였다. 2014년에는 RMAS의 Sandhurst Blue팀이 대회에서 우승하였다.

## 역대 우승 팀
1994년에 RMA 샌드허스트가 이 대회를 개최하기 시작한 이후부터 2011년 웨스트포인트의 B-3 중대가 우승할 때까지 샌드허스트 팀과 캐나다의 RMC팀이 대회를 우승해왔다. 캐나다 RMC팀은 2016년에 다섯 번째 우승을 거머쥐었고 2021년 처음으로 USMA의 BLACK & GOLD팀들이 각각 1,2위를 차지하며 완승을 거두었다.

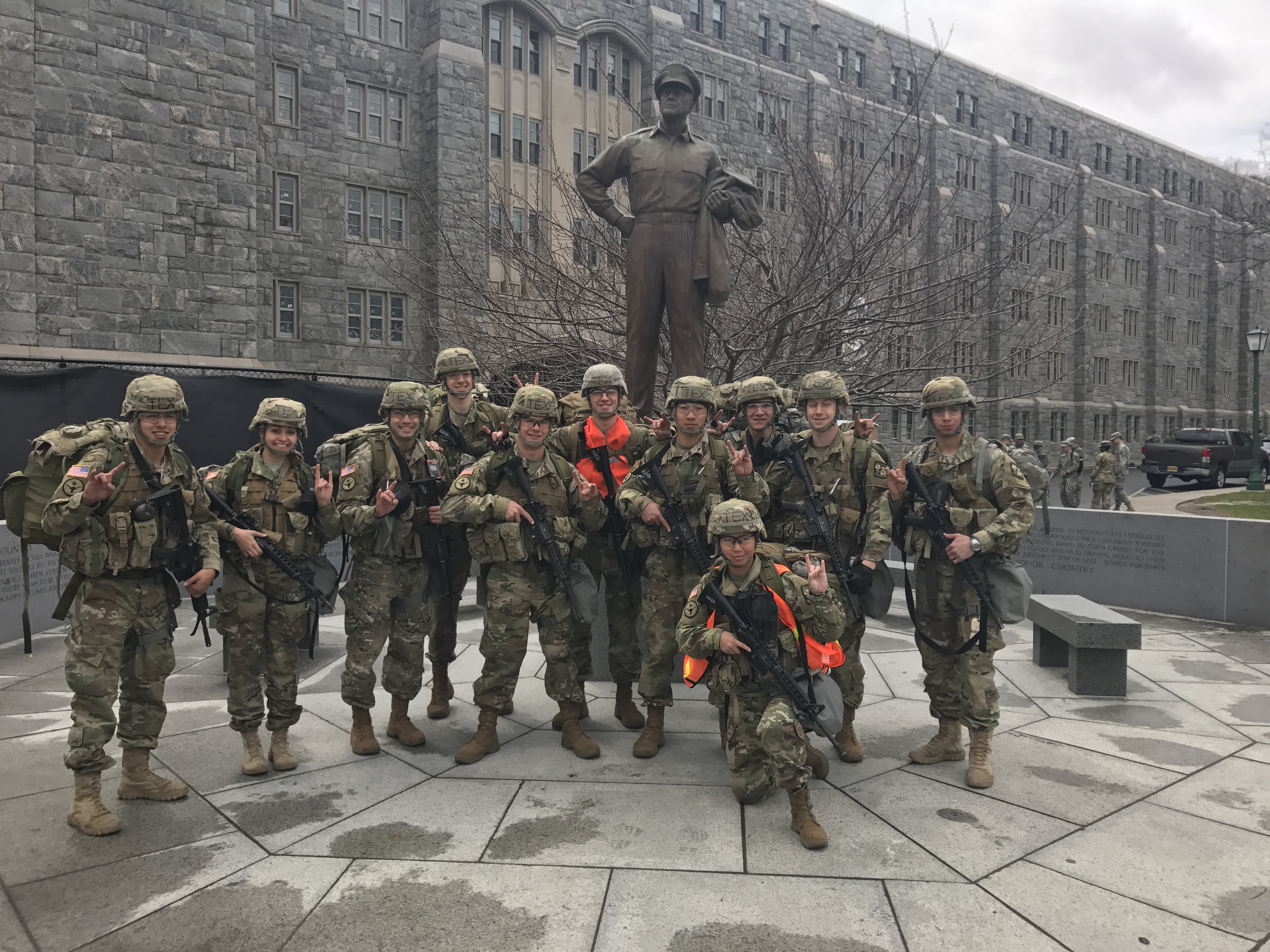

| 년도 | 팀 이름                                        | 년도 | 팀 이름                          |
| ---- | ---------------------------------------------- | ---- | -------------------------------- |
| 2021 | USMA BLACK                                     | 2007 | Royal Military College of Canada |
| 2020 | No Competition (COVID 19)                      | 2006 | Royal Military College of Canada |
| 2019 | USMA BLACK                                     | 2005 | Royal Military College of Canada |
| 2018 | United States Air Force Academy                | 2004 | Sandhurst Red                    |
| 2017 | USMA BLACK                                     | 2003 | Sandhurst Blue                   |
| 2016 | Royal Military College of Canada               | 2002 | Sandhurst Red                    |
| 2015 | Sandhurst Red                                  | 2001 | Sandhurst Blue                   |
| 2014 | Sandhurst Blue                                 | 2000 | Sandhurst 2                      |
| 2013 | Sandhurst Blue                                 | 1999 | Sandhurst 1                      |
| 2012 | Royal Military College of Australia - Duntroon | 1998 | Sandhurst 2                      |
| 2011 | USMA B-3                                       | 1997 | Sandhurst 1                      |
| 2010 | Sandhurst A                                    | 1996 | Sandhurst 1                      |
| 2009 | Royal Military College of Canada               | 1995 | Sandhurst 1                      |
| 2008 | Sandhurst Red                                  | 1994 | Sandhurst 1                      |

## 연도별 과제 분석

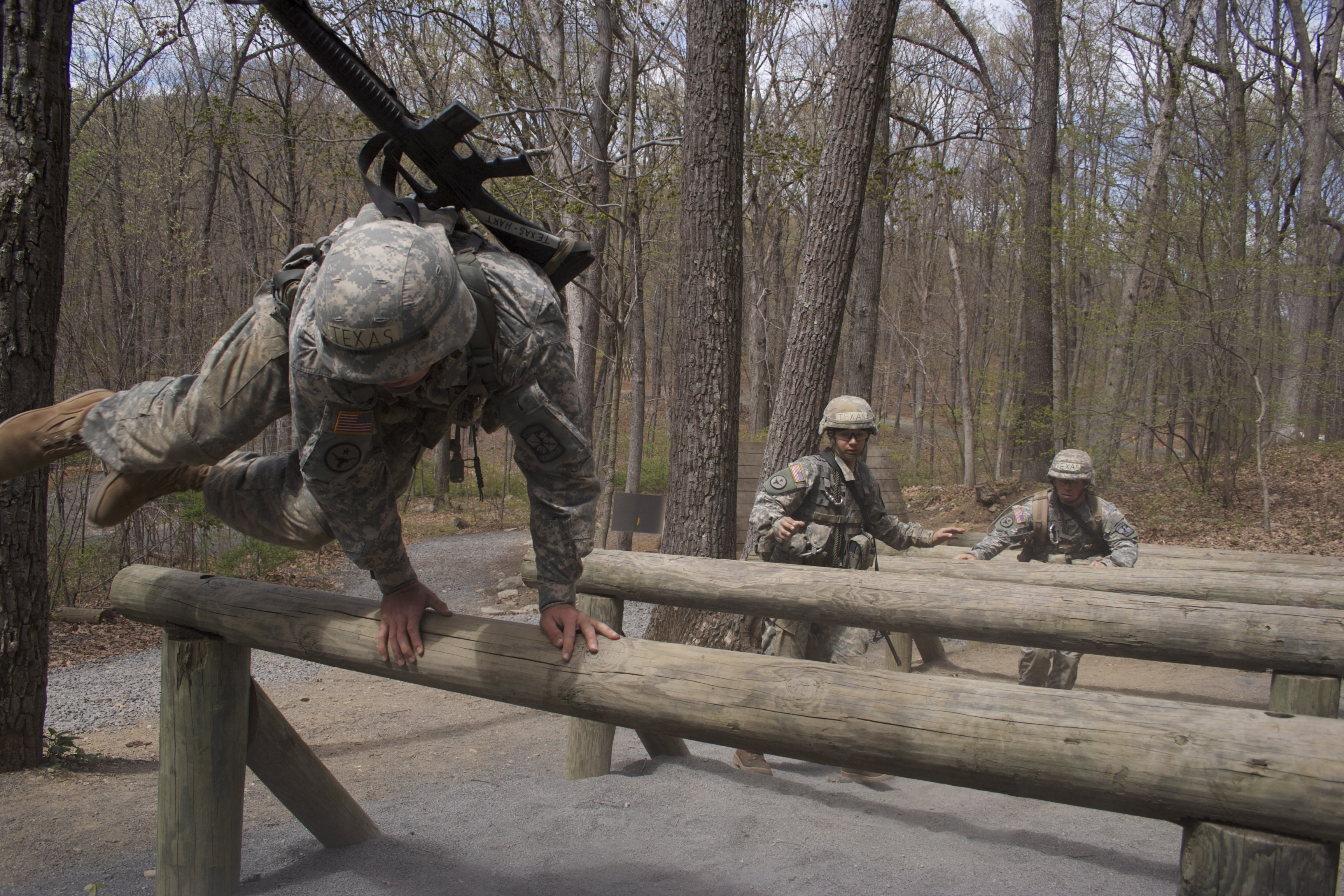
장애물 극복

코스를 따라 이동하며 수행하는 과제는 여러 가지 종류가 있으며 단순 과제 위주였지만 2018년도부터 복합 과제가 많아지고 사전에 공지가 되지 않은 과제들이 부여되면서 그 난이도가 올라가고 있다.

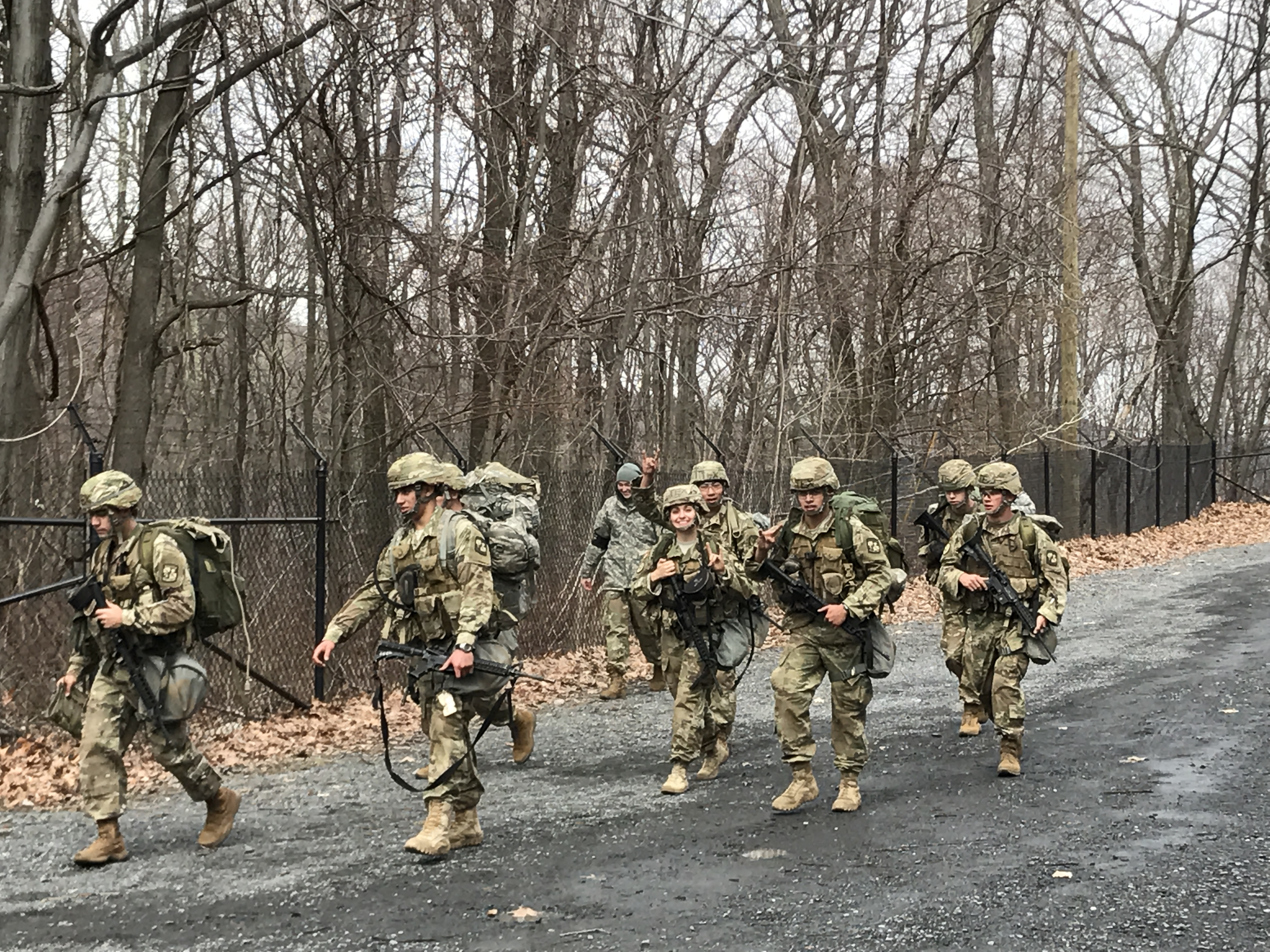
급속 기동

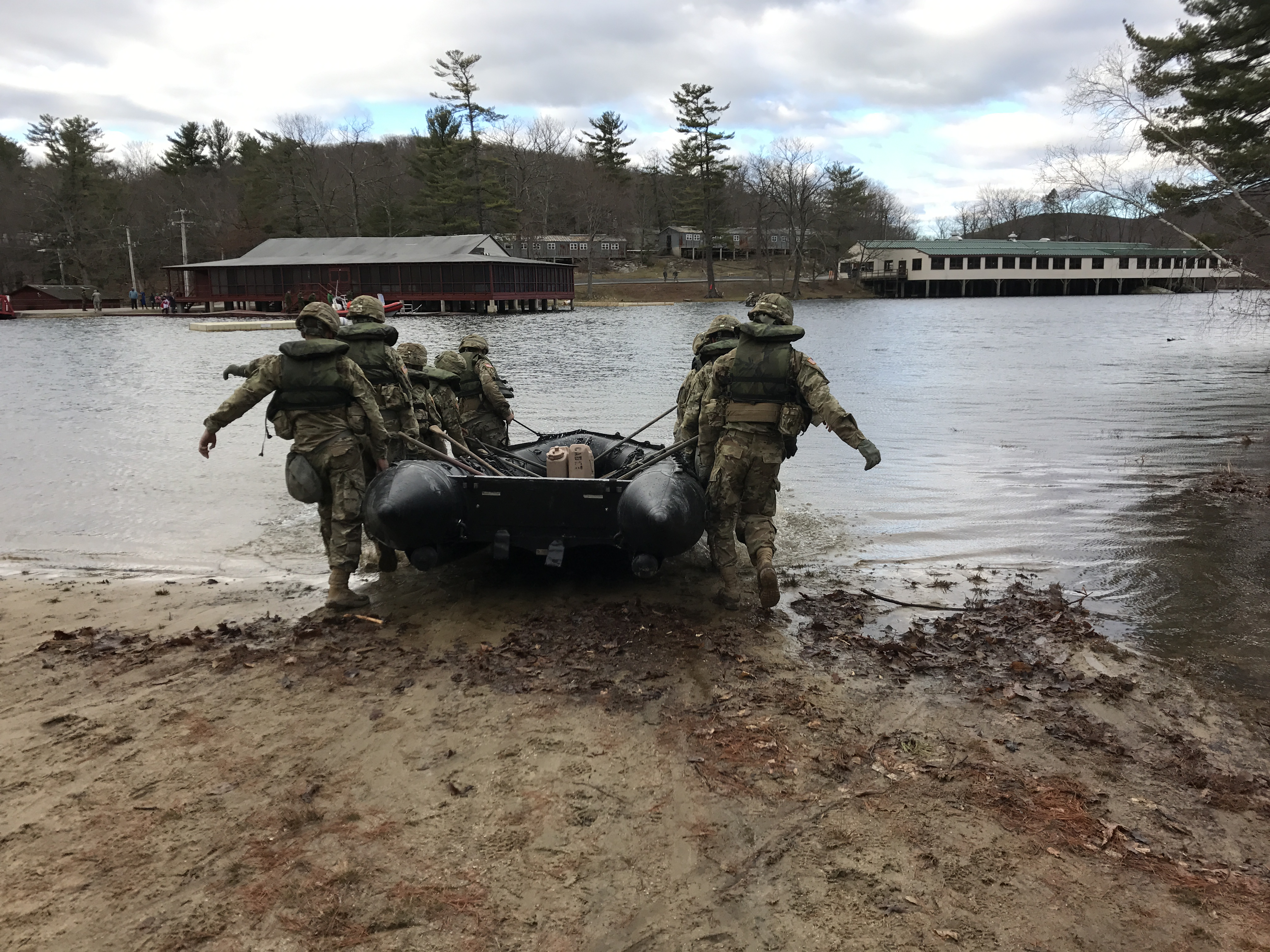
단정도하

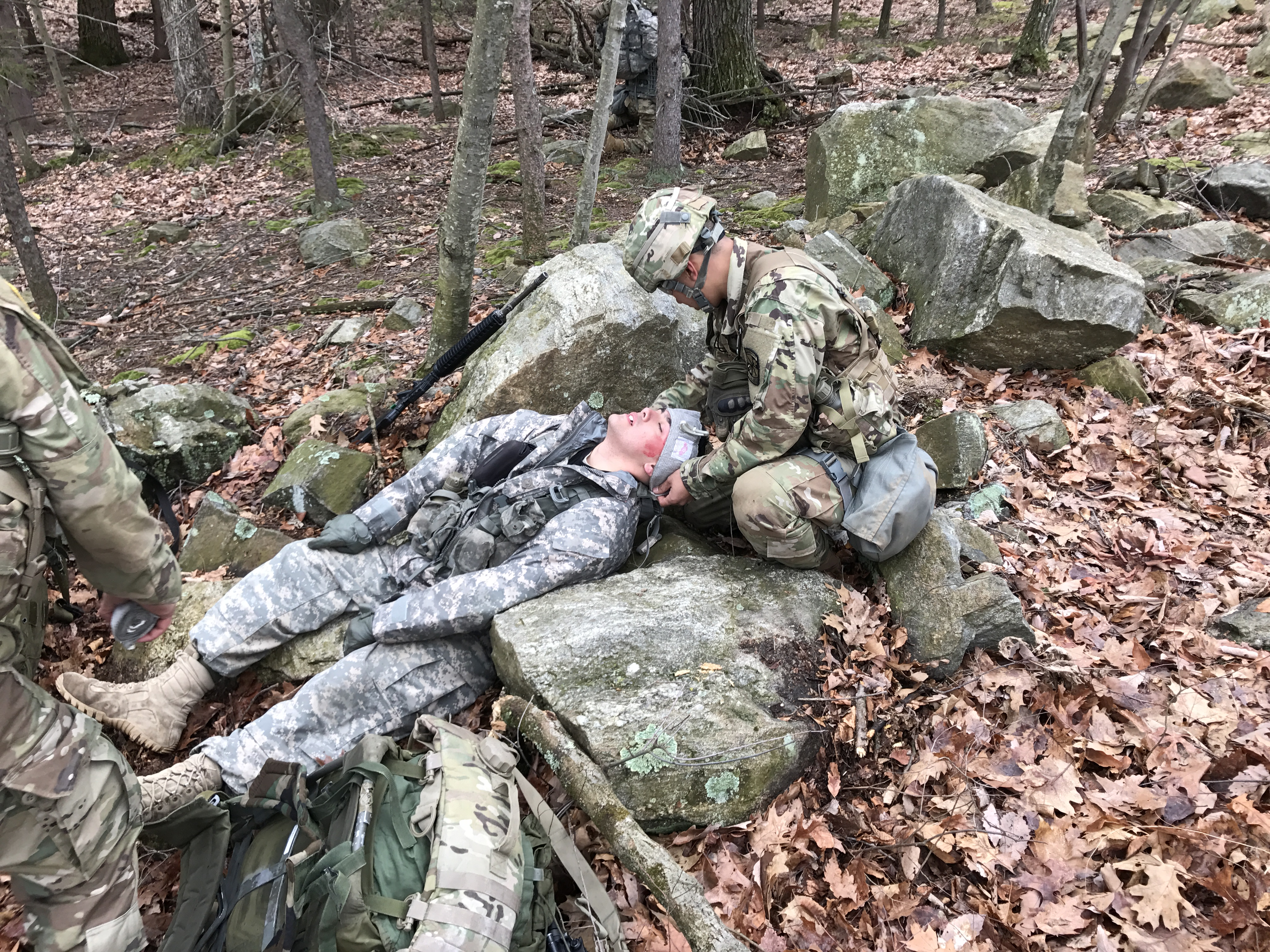
환자 처치

| 과제         | 2017년 | 2018년 | 2019년 | 2020년 | 2021년 | 횟수 |
| ------------ | ------ | ------ | ------ | ------ | ------ | ---- |
| 기동         | O      | O      | O      | O      | O      | 5회  |
| 기능체력     | O      | O      | O      | O      | O      | 5회  |
| 권총사격     | O      | O      | O      | O      | O      | 5회  |
| 소총사격     | O      | O      | O      | O      | O      | 5회  |
| TCCC         | O      | O      | O      | O      | O      | 5회  |
| 장애물 극복  | O      | O      | O      | O      | O      | 5회  |
| 단정도하     | O      | O      | O      | O      | O      | 5회  |
| 하중운반     | O      | O      | O      | O      | O      | 5회  |
| 보고법       | O      | O      | O      | O      | O      | 5회  |
| 화력요청     | O      |        | O      | O      | O      | 4회  |
| 메모리테스트 |        | O      | O      | O      |        | 3회  |
| 화생방 대처  | O      | O      |        |        | O      | 3회  |
| 야간정찰     | O      | O      |        |        | O      | 3회  |
| 주간정찰     |        | O      | O      | O      |        | 3회  |
| 전투수영     |        |        | O      | O      |        | 2회  |
| 유탄사격     |        |        | O      | O      |        | 2회  |
| 수류탄       | O      |        |        |        | O      | 2회  |
| 분대공격     |        | O      |        |        |        | 1회  |
| 미디어       | O      |        |        |        |        | 1회  |
| 분해결합     |        |        |        | O      |        | 1회  |

## 대한민국 샌드허스트 팀
타국 생도들과 훈련을 통한 군사외교 활동을 실시하고 생도들의 군인적 기질 함양과 동기부여를 위해 대한민국 육군사관학교는 2013년부터 팀을 구성하여 경연대회에 참가하고 있다. 2015년과 2016년에는 10등대 순위권을 달성하며 좋은 성적을 거두었지만 2018년도부터 여러 가지 복합과제와 사전에 공지되지 않은 새로운 과제들로 성적이 살짝 떨어졌지만 준수한 순위권을 유지하고 있다.
| 구분        | 2014년 | 2015년  | 2016년  | 2017년  | 2018년  | 2019년  | 2020년 | 2021년 |
| ----------- | ------ | ------- | ------- | ------- | ------- | ------- | ------ | ------ |
| 등위/참가팀 | 참관   | 12 / 59 | 13 / 60 | 22 / 61 | 34 / 64 | 26 / 48 | X      | X      |
| 참가국      | -      | 12개국  | 12개국  | 12개국  | 14개국  | 13개국  | -      | -      |

2020년과 2021년에는 코로나19 상황으로 인해 미참가하였다.
주요 참가국으로는 미국, 영국, 캐나다, 독일, 호주, 덴마크, 일본, 칠레, 멕시코 등이 있다.

### 2013년 샌드허스트 대회
2013년 대회에 처음 참가하였지만 실전 경험이 부족하고 대회에 대한 정보가 부족한 탓에 준비가 미비하였고 결국 58개팀 가운데 52등이라는 저조한 성적을 받게 되었다. 이에 육군사관학교는 즉각 원인 분석에 나섰고 미군 교리와 장비로 대회가 진행되기 때문에 생도들이 제 기량을 발휘하지 못했다고 판단하였고 두 가지 해결책을 생각해냈다.

첫째는 육군사관학교 자체에서 화랑전투기술경연대회(현 : 화랑커맨디프대회)를 정기적으로 개최하여 생도들의 개인 전투기술과 팀워크 극대화를 이끌어내는 것이었다. 샌드허스트 대회의 첫 시작도 사관생도들의 전기전술 향상을 위한 내부 경연대회였던 것을 모티브로 하여 생도들의 승부욕을 자극, 군사적 역량을 극대화 시키기 위하여 화랑전투기술경연대회를 개최하고 있다.

둘째로 미국과의 교육훈련 협력이었다. 첫 대회의 저조한 성적 원인을 언어적 장벽, 정확히는 군사영어로 진행되는 대회에서의 의사 전달이 어려웠다는 점과 손에 익지 않은 미군 총기와 장비를 사용해야했기 때문에 이에 적응하는 것이 어려웠던 것에 있었다고 지적된 만큼, 이 부분을 해결하기 위해 혈맹인 미군과 손을 잡고 교육훈련을 진행하였다.

학교 측이 내놓은 이 같은 대안에 생도들도 적극 호응했다. 생도들은 일과 이후 개인 시간과 휴일을 쪼개 체력과 개인 전투기술, 그리고 군사영어 능력 향상을 위한 자율학습을 자처했고, 이를 화랑전술경연대회에서 유감없이 발휘하며 일취월장하는 모습을 보여주었다. 이 대회를 통해 선발된 각 분야의 우수자들은 대회 직전 3~5일가량 주한미군 부대를 오가며 군사영어와 미군장비에 대한 특훈을 받았다.

### 2014년 샌드허스트 대회
2014년 대회에는 참가하지 않고 참관하면서 대회에 대한 정보를 습득하고 다른 상위권 팀들의 전략을 관찰하고 분석하는데 집중하였다.

### 2015년 샌드허스트 대회
2013년 대회의 저조한 성적 이후 끊임없는 원인 분석과 노력으로 2015년 대회에서는 총 59개팀 중 12위를 기록하였다. 주최국인 미국과 전통적 강팀이었던 영국, 캐나다 등 영미권 국가들을 제외하면 해외 참가국 중 최상위권에 해당하는 성적이었다. 아시아권 국가 중에서는 등수가 가장 높고 일본 자위대의 정규 사관학교인 방위대학교(47위)와는 비교가 안 될 만큼 좋은 성적이었다. 육사 참가팀을 이끈 박상중 중령은 "자발적으로 일과 후 체력단련 등으로 대회를 준비한 후배 생도들이 자랑스럽다"며 "세계 각국의 엘리트 사관 후보생들과 교류 및 경연을 통해 자신감을 높이고 전투기술의 국제적 흐름을 파악하게 된 것도 보이지 않는 성과"라고 말했다. 육사는 이러한 성과를 바탕으로 생도 교육훈련 시스템을 더욱 다듬고, 미군 교리와 장비 등에 대한 교육훈련과 자체 교리발전을 강화하기 위해 주한미2사단과 교육훈련 분야 협력에 관한 양해각서(MOU)를 체결했다.

### 2016년 샌드허스트 대회
2016년 대회에는 작년 대회의 경험을 바탕으로 주한미군 장교들 중 웨스트포인트 출신으로 샌드허스트 대회 참가 경험이 있는 장교를 멘토로 선발하고 대회 참가팀으로 선발된 생도들을 동두천에 있는 캠프 케이시(Camp Casey)로 보내 미군 전술과 장비에 대한 특별훈련을 받도록 했고, 그 결과 종합 13위, 실버 메달 클래스(Silver Standard Patches)에서 1위라는 성적을 거두었다.

#### 비판과 의혹
2013년 대회에 비해 2015년, 2016년 성적이 급격하게 상승하면서 비판의 목소리가 나왔다. 미군 퇴역 장교에게 특별 교육을 받았다, 2016년 대회 때는 대회 전 주한미군에게 특별 과외를 받았다, 과외를 받지 않은 중국이 과외를 받은 한국보다 순위가 높다, 과외 꼼수를 써서 순위만 높였다 등 다양한 비판이 쏟아졌다. 이에 대해 육사 측은 미 육군 퇴역 장교를 고용한 것은 사실이 아니며 주한미군과 훈련한 것은 다양한 환경에 적응하기 위해서이지 대회에 나올 과제를 미리 훈련하는 것은 절대로 아니라고 답변했다. 대회의 규정상 과제는 대회 당일 공지되게 된다. 따라서 주한미군이라고 하여도 어떤 과제가 대회에 나올지 모르며 대회 종목을 미리 준비한다는 것은 불가능하다고 설명했다.

### 2017년 샌드허스트 대회
2017년 대회에서는 총 61개팀 중 22위를 기록하였다. 비록 작년에 비해 9등 정도 낮아졌지만 은메달 권에는 속하였다. 국가 순위로 따지자면 미국, 영국, 멕시코, 라트비아, 캐나다, 칠레, 독일, 호주 다음인 9위를 기록하였다. 2017년 대회에서는 팀 구성을 희망지원자 66명을 대상으로 우수자 11명을 1월 말에 최종 선발하여 2개월에 걸쳐 훈련하는 것으로 변경하였다. 팀원 전원은 일반학 수업 등 일과에 모두 참여하며 평일 야간 등 개인 시간을 활용하여 훈련하였으며 2016년 논란이 된 '미군으로부터의 특별 과외' 같은 루머를 원천차단하기 위해 미2사단의 지원을 최소화하였다. 독일과 일본의 경우 2015년, 2016년에 4~50위권으로 저조한 성적을 보였지만 2017년 대회에서는 독일 17위, 일본 27위로 높은 성적 향상을 이루었다.

### 2018년 샌드허스트 대회
2018년 대회에서는 총 64개팀 중 34위로 상대적으로 저조한 성적을 받았다. 육사는 저조한 성적의 이유로 2018년 대회부터 변경된 복합 과제의 편성과 전지훈련의 축소 등을 꼽았다. 2018년 대회 이전에는 단순 과제 위주에 과제 변동이 크게 있지 않았고 특전사, 미2사단 전지훈련 등 다양한 환경에서의 훈련이 가능했었지만 2018년 대회 때는 복합 과제가 편성되었으며 사전에 공지되지 않았던 새로운 과제가 등장하고 거의 모든 과제가 전투체력과 연계하여 실시되었기에 대비가 부족했다고 판단하였다.

### 2019년 샌드허스트 대회
2019년 대회에서는 총 48개팀 중 26위를 기록하였다. 전년도 대회에 비해 성적이 상승하였지만 육사 팀에게 만족스러운 결과는 아니였다. 국가 순위로는 10위를 기록했다. 대회 1일차 까지는 종합 7위로 매우 높은 순위를 유지하였지만 2일차에 페이스 유지 실패 및 우천으로 인한 급격한 체력 저하로 인해 기능체력 부분에서 점수가 낮았고 돌발과제였던 전투수영 부문에서 점수를 따내지 못했다. 일본 방위대학교는 그 전까지는 중하위권으로 좋은 성적을 내지 못하였지만 2019년 대회 때 종합 7등, 국가 순위 3등을 기록했다.

### 2020년, 2021년 샌드허스트 대회
2020년 대회는 코로나19로 인해 전면 취소되었고 2021년 대회는 미국 내 팀들로만 이루어져 대회가 개최되었다.

## 같이 보기
- 육군사관학교
- 웨스트포인트(미국 육군사관학교)
- 샌드허스트(영국 육군사관학교)
- 일본 방위대학교
- 화랑 커맨디프 경연대회